# サントゥラリー (ジロンド県)
サントゥラリー （Sainte-Eulalie、ガスコーニュ語:Senta Eulàlia）は、フランス、ヌーヴェル＝アキテーヌ地域圏、ジロンド県のコミューン。旧名をサントゥラリー・ダンバレス（Sainte-Eulalie d'Ambarès）といった。

## 地理
コミューンは、ガロンヌ川とドルドーニュ川に挟まれたアントル・ドゥー・メール地区（fr）の北に位置し、ボルドー都市地域とボルドー都市単位に含まれている。
フランス国鉄のシャルトル-ボルドー線が通る。

## 由来
コミューンの名は、聖ウラリーに捧げられた教区の名からきている。聖ウラリーは、304年に殉教した『メリダの乙女』である。

## 歴史
かつてモンフェラン家とアリエノール・ダキテーヌの保護下にあったサントゥラリーは、19世紀末までサントゥラリー・ダンバレスと呼ばれていた。モンフェラン家が推進して1141年にシケールによって建てられたボンリュー修道院は、農地の開発を始めた。修道院はワイン生産で名声を得て、未来のコミューンに今日まで続いているワイン生産の基盤を与えることになった。しかし1960年代以降、サントゥラリーは土地分譲による都市化の最初の波を経験し、それらは2000年代以降激しさを増し、住宅地や道路に利用されるため、ブドウ畑や牧草地は消滅していった。2009年以来、コミューンは都市再生局と協力して都市高密化計画に取り組んでいる。2013年には社会福祉住宅を含む多くの住宅が引き渡され、クロ・ド・コス、サバレットなどヨーロッパをほうふつとさせる名前の新しい地区が誕生した。

## 人口統計
2016年時点のコミューン人口は4547人で、2011年時点の人口より1.62%減少した。
| 1962年 | 1968年 | 1975年 | 1982年 | 1990年 | 1999年 | 2010年 | 2016年 |
| ------ | ------ | ------ | ------ | ------ | ------ | ------ | ------ |
| 1139   | 1953   | 2633   | 3365   | 3930   | 4189   | 4632   | 4547   |

参照元:1962年から1999年までは複数コミューンに住所登録をする者の重複分を除いたもの。それ以降は当該コミューンの人口統計によるもの。1999年までEHESS/Cassini、2006年以降INSEE

## 史跡
- ゲローの塔
- サントゥラリー教会 - 教会の半円形の後陣は11世紀に建設された最古の部分であり、シュヴェのモディヨン（fr、コーニス、軒、バルコニーを支える建築要素）は槌で打たれた。

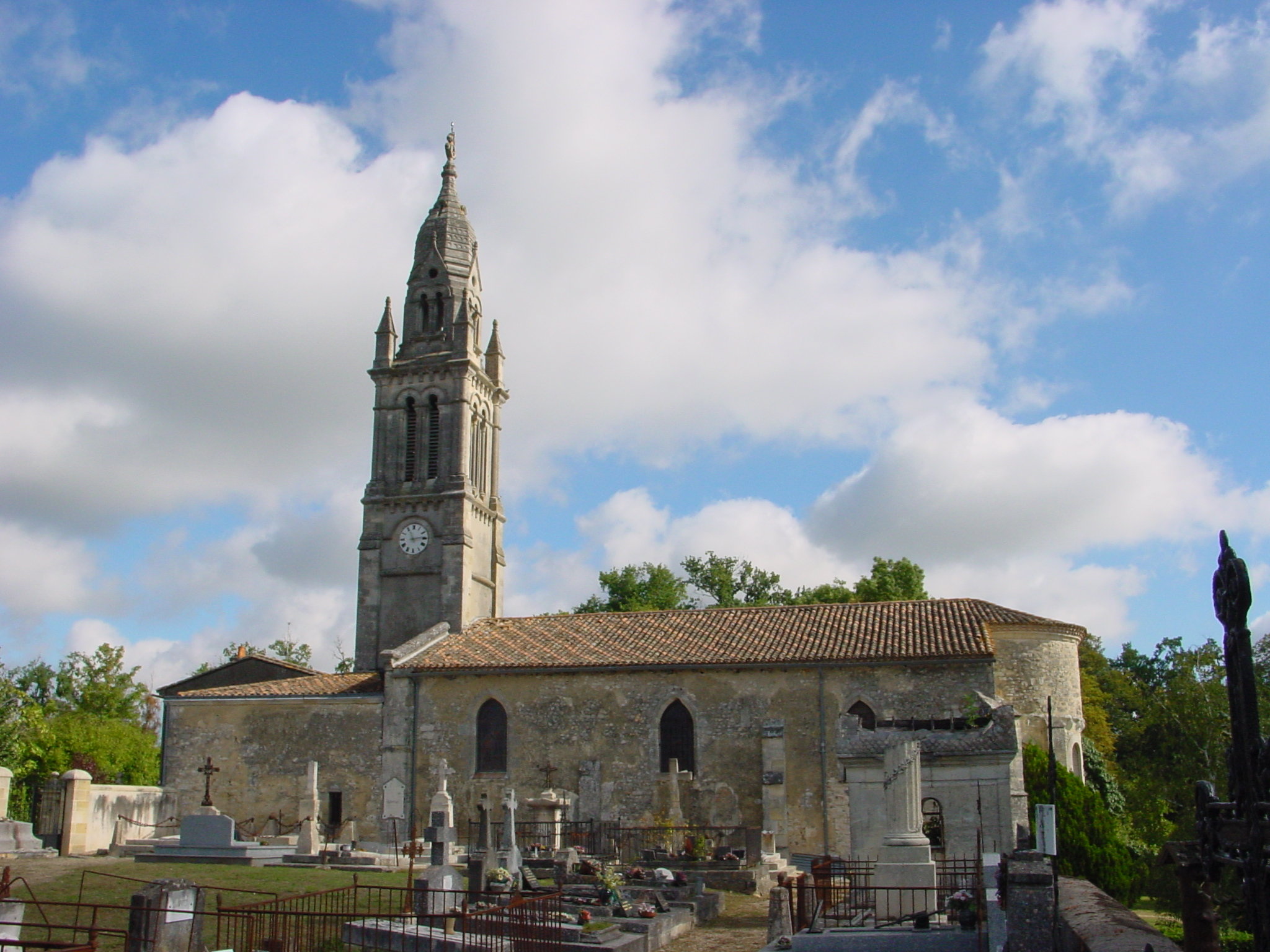
教会
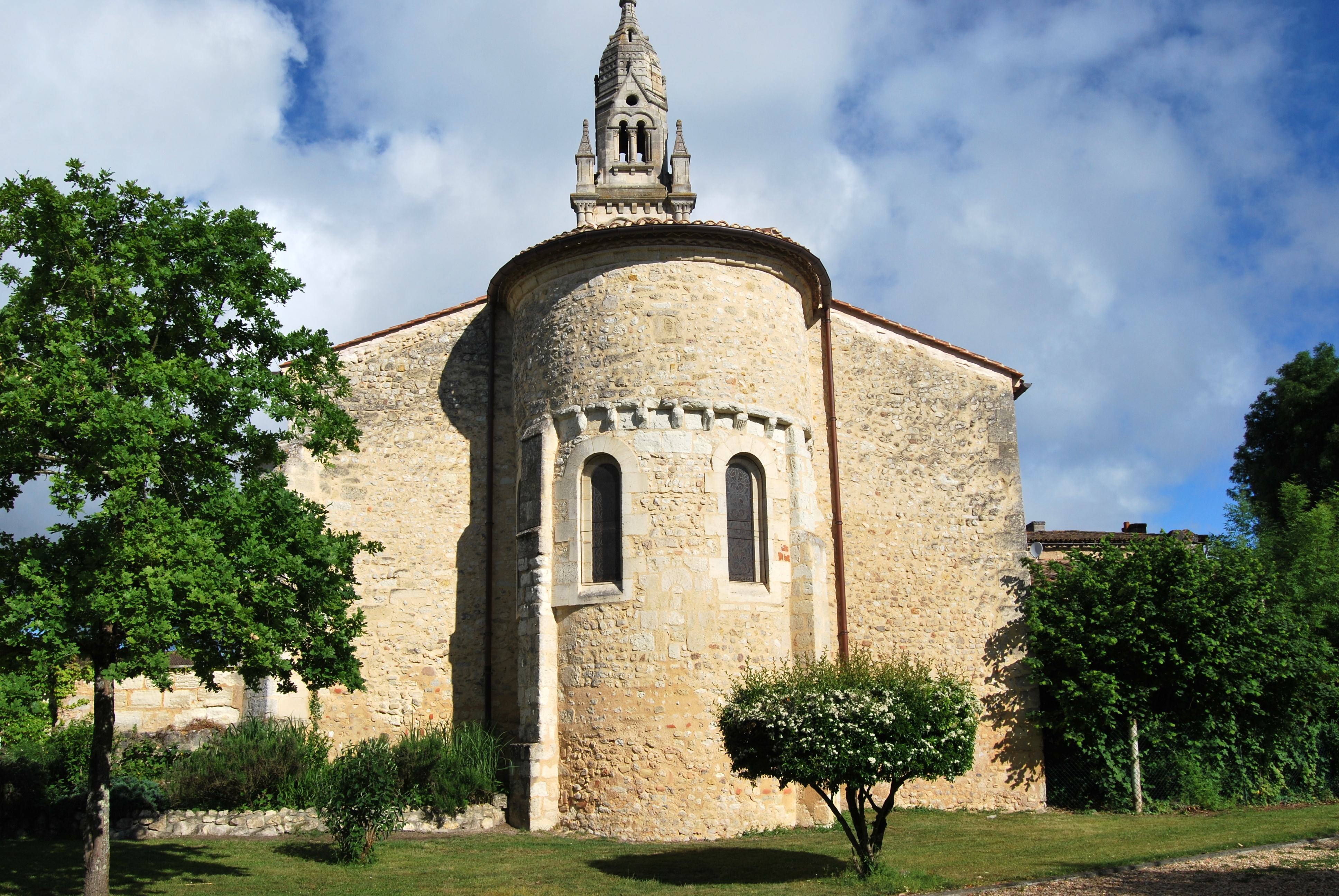
ロマネスク建築の後陣
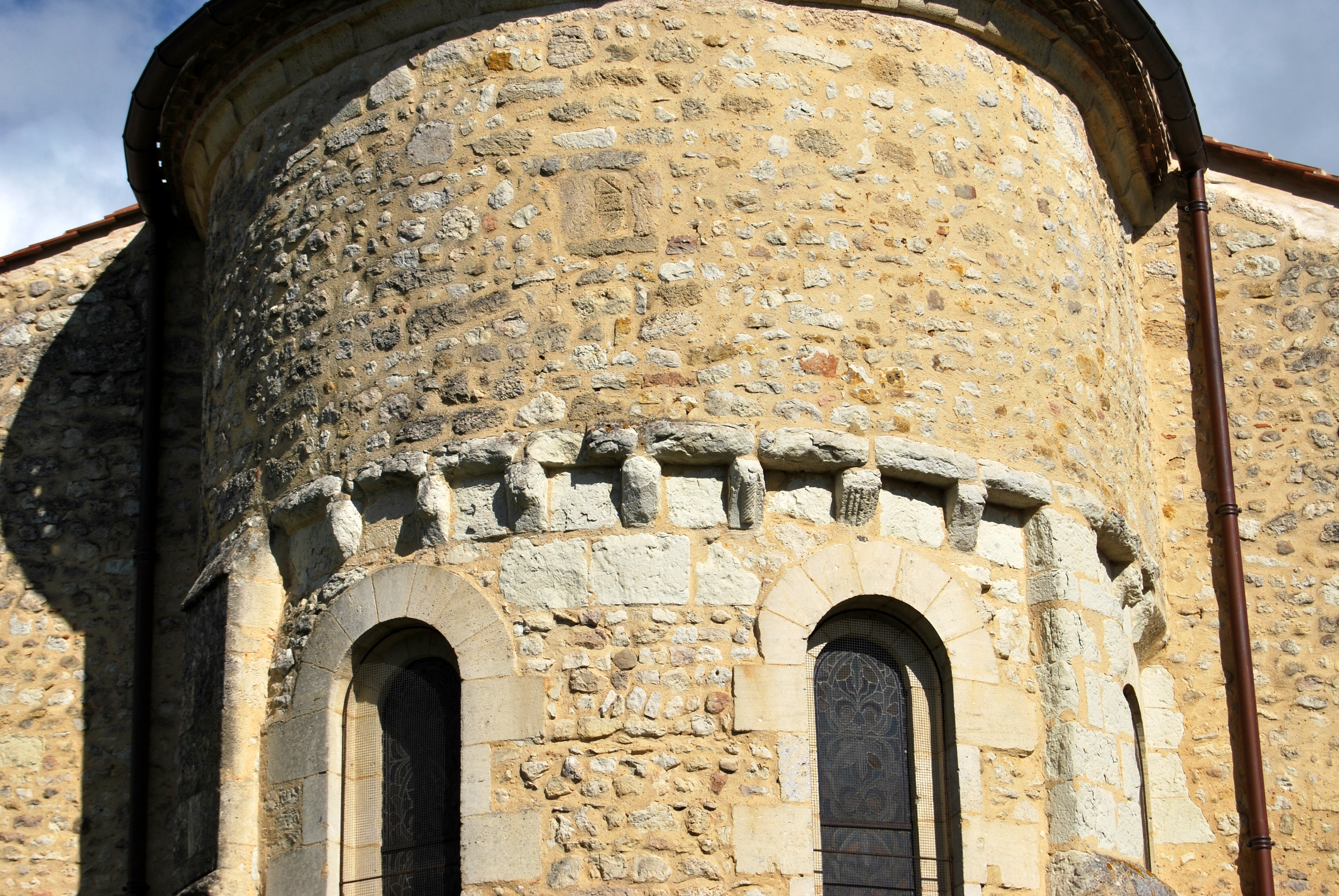
教会のモディヨン
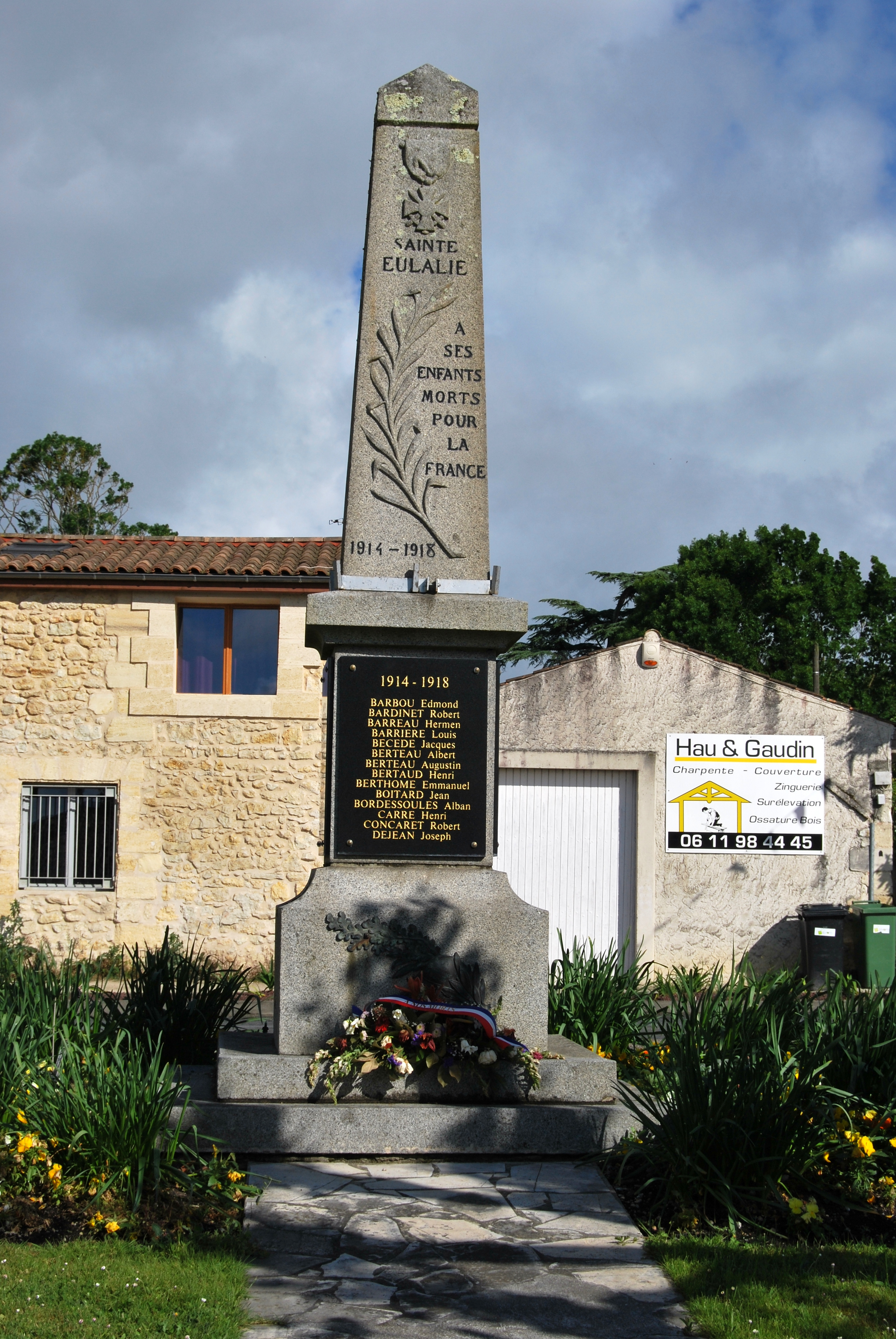
戦死者記念碑

## 姉妹都市
- イエペス、スペイン
- ラウファッハ、ドイツ